# Priority Records
Priority Records — американский лейбл звукозаписи, принадлежавший Universal Music Group. Компания, прежде всего зарекомендовала себя в жанре хип-хоп. Журнал Billboard отозвался о нём так: «мало таких лейблов, которые были бы так важны для развития хип-хопа Западного побережья, как Priority Records».